# 箱根心中
『箱根心中』（はこねしんぢゅう）は、松本清張の短編小説。『婦人朝日』1956年5月号に掲載され、1959年9月に短編集『紙の牙』収録の一作として、東都書房から刊行された。 

## あらすじ
中畑健吉のいる銀座の社に従妹の貴玖子が電話をかけてきた。会えば、いつも軽口ばかり言いあっている従兄妹の間であった。十四五年前のひそかに愉しい思い出の話のあと、健吉は「このごろ、気がくさくさして仕方がないんだ。日帰りで箱根にでも行ってみないか？」と身体をのりだし、貴玖子は「行ってみたいわ、どこかに」と、少し投げやりな調子で云った。健吉は彼女の顔に血の色のさしてくるのを見て、胸がさわいだ。
貴玖子の夫の雄治には女遊びのくせがあった。貴玖子夫婦の別れ話も健吉は前にきいたが、そのつど、親類の年よりが出て話をさばいた。貴玖子が結婚してしばらくして、雄治から「健吉君は、おまえが好きだったんだろう」と言われたということを、健吉は親類の誰からか聞いた。
宮ノ下から木賀までは近いから歩いた。右側は早川の深い渓流になっていた。「健さん、ここから飛びこむと死ぬかしら」「（健吉の妻の）芳子さんはお仕合わせね」。うしろから姿を見せてきたタクシーに乗り、登り坂に入ると、不意に空のタクシーが、二人の乗ったタクシーの横腹に突っこんだ。健吉は胸部に打撲傷を負った。二日は動かせないと医者は貴玖子に言った。強羅駅を出た最終登山電車が、闇のなかを走っていくのが見えた。それが二人と東京を結んでいるロープの切断のように思えた。

## エピソード
- 著者は本作について「それほど深刻に追いつめられた原因もなくて男女が情死にいたる些細なきっかけといったものをテーマにして、やや拡大した。ここには、別段つきつめた心理もなければ追いつめられた動機もない。要するに情死はいっさいの世間的な抵抗が面倒臭くなる結果ではなかろうか。その面倒臭さが虚無に通うようである」と述べている[1]。
- 本作は著者が女性誌に発表した現代小説の嚆矢とされる[2]。国文学者の石川巧は、箱根での交通事故によって男女の運命が変わっていくという展開は、明らかに菊池寛『真珠夫人』の冒頭場面を意識した設定であると述べると共に、「喜玖子は健吉に負けてしまった」「それは、本来的な意味で「負けてしまった」というよりは、喜玖子のなかで抑圧されてきたもうひとりの自分が、「負け」ることと引き換えに一夜だけの恍惚を択んだという事実を示唆すると同時に、いまさら説明するまでもない自明のことであるという含みをもたせる役割も果たしている」「読者は、「心中」という予定調和の結末に導かれることによって、自らの衝動に「負けてしまった」のはむしろ健吉の方であり、喜玖子は死をもって妻としての自分を蔑ろにし続けた夫への復讐を果たしたのではないかという思いにかられることになるのである」と分析している[3]。